# Sunshine/メガV
「Sunshine/メガV」（サンシャイン / メガボルト）は、2014年6月18日にソニー・ミュージックレコーズから発売された遊助の16枚目のシングル。

## 概要
前作「いるよ」から約4か月ぶりのシングル。
2013年12月4日に発売された「V（ボルト）/時給850円のサンタクロース」以来の両A面シングルとなる。また、「メガV（メガボルト）」は、「V（ボルト）」のリミックスとなっている。ラストの一箇所だけ歌詞が増えている。
「Sunshine」のミュージックビデオは、2009年のデビュー曲「ひまわり」のミュージックビデオの5年後が描かれており、「ひまわり」と同じく沖縄県で撮影され、キャストも小林海人と鏑木海智が出演している。
「メガV」は、テレビ東京系アニメ『ポケットモンスター XY』の第2期テーマソングとして2014年5月29日から同年12月25日まで約7か月間使用された。また、シングル曲ではあるが、この曲のミュージックビデオは作成されていない。
通常盤限定のカップリング曲「Propose」は、ウエディングソングになっている。

## CD特典
- 初回生産限定盤A
  - CD+DVD
  - ジャケット写真3種入れ替えスリーブ仕様
- 初回生産限定盤B
  - CD+DVD
  - ポケモン描き下ろし絵柄ジャケット仕様
- 通常盤
  - CDのみ（ボーナストラック収録）
  - 初回仕様限定盤のみ、ピクチャー型カレンダーランダム（遊助絵柄）封入

## 収録曲
全作詞：遊助

### 通常盤
1. Sunshine [4:29]
作曲・編曲：Soulife
  - フジテレビ系『めざましどようび』テーマソング
2. メガV（メガボルト） [3:44]
作曲：たなかひろかず、編曲：塩川満己
  - テレビ東京系アニメ『ポケットモンスター XY』OPテーマ
  - テレビ東京系アニメ『ポケットモンスター XY 特別編 最強メガシンカ』EDテーマ
  - 映画『ポケモン・ザ・ムービーXY 破壊の繭とディアンシー』OPテーマ
3. 僕のパパ [4:29]
作曲・編曲：Soulife
4. Propose [5:30]
作曲・編曲：荒木佑介

### 初回生産限定盤A
CD
1. Sunshine
2. メガV(メガボルト)
3. 僕のパパ
4. Sunshine -instrumental-

DVD
1. 「Sunshine」Music Video
2. 「Sunshine」Music Videoアフタートーク

### 初回生産限定盤B
CD
1. メガV(メガボルト)
2. Sunshine
3. 僕のパパ
4. メガV -instrumental-

DVD
1. TVアニメ「ポケットモンスター XY」オープニング映像メガVバージョン
2. 「Sunshine」Music Video メイキング映像